# Dolacino
Dolacino (dawniej niem. Emilienhof) – osada, uroczysko, dawny folwark w Polsce, w województwie zachodniopomorskim, w powiecie goleniowskim, w gminie Maszewo.
W 1825 r. młynarz J.Ch. Pinnow zakupił folwark i na jego ziemiach w 1840 r. założył dodatkowo folwark o areale 540 mórg nazwany Nowym Darżem (późniejszy Emilienhof).
W latach 1946–1998 miejscowość położona była w województwie szczecińskim.